# Guitarron chileno

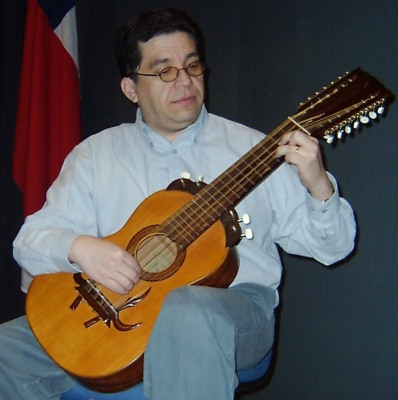
Um músico tocando o Guitarron chileno.

O guitarron chileno é um instrumento musical de cordas, cuja origem remonta talvez ao século XVI. E corresponde a um dos instrumentos musícais mais representativos da tradição musical do Chile.